# Farewell to the Fairground
Singles de White Lies
To Lose My Life
(2009) Death
(2009)

Farewell to the Fairground est une chanson du groupe de rock alternatif anglais White Lies. Elle sortie en single le 29 mars 2009. C'est le quatrième single extrait de l'album To Lose My Life...

La B-Side "Love Lockdown" a été enregistrée dans les studios de la BBC Radio 1, c'est une reprise du rappeur Kanye West
Ce single s'est classé à la 84e place des charts britanniques la semaine de sa sortie puis a fait un bon à la 33e place la semaine suivante, meilleur classement jamais atteint par une chanson du groupe.

## Clip Vidéo
Le vidéo clip a été réalisé par Andreas Nilsson.

## Liste des chansons
CD Anglais
1. "Farewell to the Fairground" (Single Mix)
2. "Farewell to the Fairground" (Future Funk Squad "Black Truth" Remix)

7" Anglais (45 tours no 1)
1. "Farewell to the Fairground" (Single Mix)
2. "Love Lockdown" (Radio 1 Live Lounge Version)

7" Anglais (45 tours no 2)
1. "Farewell to the Fairground" (Single Mix)
2. "Farewell to the Fairground" (Rory Phillips White Horse Mix)